# Sarah Brightman
Sarah Brightman (født 14. august 1960 i Hertfordshire, England) er en engelsk klassisk crossover-sopran, skuespiller og danser.
Allerede som 3-årig gik Sarah Brightman til balletundervisning. Hun gik senere på en kostskole, der specialiserede sig i teater. Hun debuterede som danser i dansetruppen Hot Gossip, mens debuten som sanger blev i opsætningen I and Albert på Piccadilly Theatre i London, hvor hun spillede dronning Victorias datter. Allerede som 19-årig blev hun gift med Andrew Graham Stewart. Fra 1984-1990 var hun gift med komponisten Andrew Lloyd Webber og blev dermed genstand for tabloidpressens opmærksomhed. I 1986 spillede hun i Webbers kendte musical, The Phantom of the Opera, hvor hun sang rollen som Christine Daae. 
Efter skilsmissen fra Webber stoppede hun med at optræde i musicals og etablerede sig i stedet som crossover-artist i samarbejde med Enigma-produceren Frank Peterson. Hendes stil er en blanding af klassisk vokal og pop-inspirerede arrangementer og instrumenter, hvilket hun har haft succes med. Hun er kendt for sin meget rene og omfangsrige stemme. Hun laver ofte covers af kendte sange, men i sin helt egen stil. Hendes albums er karakteriseret ved ofte at skifte tema, ligesom hun selv ændrer sit image konstant og har et bredt repertoire, indenfor hvilket hun synger alt fra klassisk og opera til rock, pop, new age med mere.
I 1996 sang hun sin måske mest berømte sang, duetten Time to Say Goodbye med Andrea Bocelli. Sangen blev en kæmpe international succes. 
Brightman har modtaget over 150 guld- og platinplader i 34 lande og er den eneste sanger, der har præsteret at ligge nr. 1 på Billboard Classical og Billboard Dance-hitlisterne samtidig. Hun har solgt over 30 millioner albums på verdensplan, hvormed hun har opnået at blive den bedst sælgende sopran til alle tider.
I 2012 annoncerede hun, at hun som rumturist skulle besøg den Internationale Rumstation, og hun undergik en række test i Stjerneby i Rusland. I 2015 meddelte hun dog, at hun trak sig fra turen af familiære årsager.

## Diskografi

### Den tidlige periode

#### Singler
- I Lost My Heart to a Starship Trooper (1978)
- The Adventures of a Love Crusader (1979)
- Love in a UFO (1980)
- My Boyfriend's Back (1981)
- Not Having That (1981)
- Rythm of the Rain (1983)

### Musicalperioden

#### Album
- Cats (1981)
- Nightingale (1983)
- Song and dance (1984)
- Requiem (1985)
- The phantom of the opera (1986)
- Carousel (1987)
- The trees they grow so high (1988)
- Granpa (1988)
- The Songs That Got Away (1989)
- As I Came of Age (1990)

#### Singler
- Him (1983)
- Unexpected song (1984)
- Pie Jesu (1984)
- Phantom of the Opera (1986)
- All I Ask Of You (1986)
- Wishing You Were Somehow Here Again/Music of the Night (1986)
- Doretta's Dream (1987)
- Make Believe (1989)
- Anything But Lonely (1989)
- Mr. Monotony (Promo) (1989)
- Something To Believe In (1990)
- Amigos Para Siempere (1992)

### Soloperioden

#### Album
- Dive (1993)
- Fly (1995)
- Timeless (1997)
- Eden (1998)
- La Luna (2000)
- Fly II (2000) (Solgt under La Luna turneen)
- Classics (2001)
- Harem (2003)
- The Harem Tour CD (2004) (Solgt under Harem turneen)
- Live from las vegas (2004)
- Diva (2006)
- Classics – The Very Best Of (2006)
- Symphony (2008)
- A Winter Symphony (2008)
- Dreamchaser (2013)

#### Singler
- Captain Nemo (1992)
- The Second Element (1993)
- A Question Of Honour (1996)
- Heaven Is Near (1996)
- How Can Heaven Love Me (1996)
- Time To Say Goodbye (1997)
- Just Show Me How To Love You (1997)
- Who Wants To Live Forever (1997)
- Tu Quieres Volver (1997)
- There For Me (1997)
- Eden (1998)
- Deliver Me (1999)
- Dust In The Wind (Promo) (1999)
- So Many Things (1999)
- The Last Words You Said (1999)
- Scarborough Fair (Promo) (2000)
- La Luna (Promo) (2000)
- A Whiter Shade Of Pale (2001)
- Ave Maria (Promo) (2001)
- Winter Light (Promo) (2001)
- Harem (Promo) (2003)
- It's A Beautiful Day (Promo) (2003)
- Free (Promo) (2003)
- What You Never Know (2004)
- Namida (Promo) (2004)
- I'll Be With You (2007)
- Running (2007)
- Pasion (Promo) (2007)
- Angel (2012)
- One Day Like This (2013)

#### DVD'er
- In Concert At The Royal Albert Hall (1997)
- One Night in Eden (1999)
- La Luna Live in Concert (2001)
- Harem: A Desert Fantasy (2003)
- The Harem World Tour Live From Las Vegas (2004)
- Diva: The Video Collection (2006)
- Symphony Live in Vienna (2009)
- Dreamchaser in Concert (2013)